# 切切利尼克 (杜納伊夫齊區)
48°49′57″N 26°39′11″E / 48.83250°N 26.65306°E
切切利尼克（烏克蘭語：Чечельник），是烏克蘭西部的村莊，隸屬赫梅利尼茨基州的卡緬涅茨-波多利斯基區。該村面積2.74平方公里，海拔高度262米，2001年人口为790，人口密度每平方公里288.9人。